# لیل گرین
لیل گرین (انگلیسی: Lil Green؛ ۲۲ دسامبر ۱۹۱۹ – ۱۴ آوریل ۱۹۵۴) یک موسیقی‌دان اهل ایالات متحده آمریکا بود.